# Burt Ward

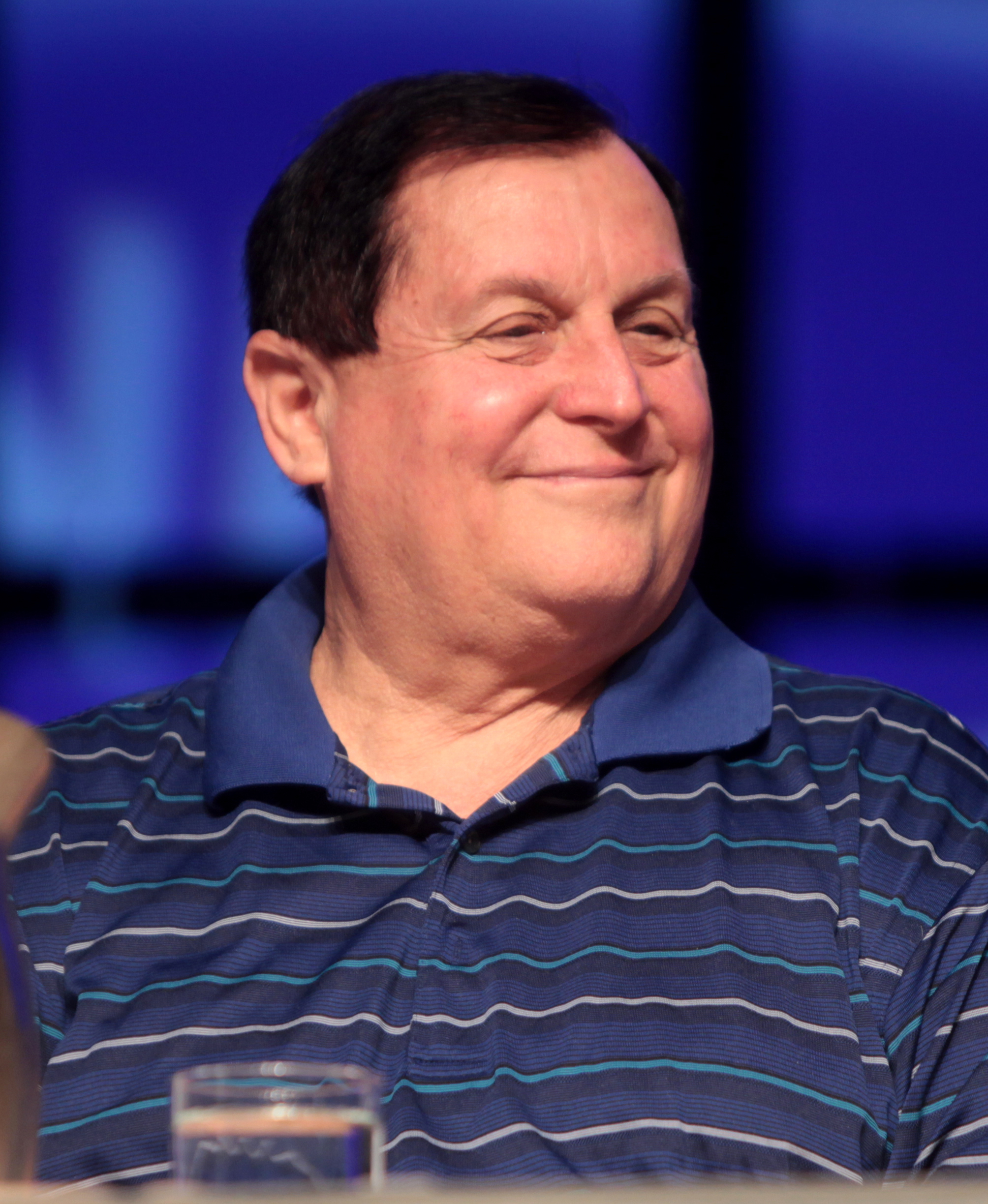
Burt Ward (2014)

Burt Ward (* 6. Juli 1945 in Los Angeles, Kalifornien als Bert John Gervis, Jr.) ist ein US-amerikanischer Schauspieler und Synchronsprecher. Bekannt wurde er durch seine Darstellung des Robin in der Fernsehserie Batman (1966–1968).

## Biografie
Bert John Gervis Jr. wurde in Los Angeles geboren. Er begann 1964 ein Studium an der University of California, Santa Barbara und wechselte im folgenden Jahr für ein Schauspielstudium zur UCLA.
Gemeinsam mit Adam West konnte er sich beim Vorsprechen gegen Lyle Waggoner und Peter Deyell für die Rollen als Batman und Robin für die Fernsehserie Batman durchsetzen. Anschließend legte er sich mit Burt Ward einen Künstlernamen zu, wobei Ward der Geburtsname seiner Mutter war. Es sollte die populärste Rolle seiner Karriere werden. Er verdiente anfangs 350 US-Dollar pro Woche, was sich bis zum Ende hin auf über 600 US-Dollar (nach neuerer Rechnung Stand 2022 rund 5000 US-Dollar) steigerte. Außerdem nahm er mit Frank Zappa ein paar Songs auf, wovon unter anderem Boy Wonder, I Love You und Orange Colored Sky veröffentlicht wurden. Mit den gestiegenen Produktionskosten und den damit einhergehenden Verlusten wurde die Fernsehserie nach 120 Episoden 1968 eingestellt.
Während seiner Zeit an der Batman-Serie erhielt Ward ein Angebot für die Rolle des Benjamin Braddock in dem späteren Filmklassiker Die Reifeprüfung, die Produzenten von Batman lehnten aber seine Mitwirkung aufgrund des damals umstrittenen Sujet des Films ab. Nach dem Ende von Batman wurden Wards Rollenangebote spärlicher, auch da er ähnlich wie West allzu sehr auf die Rolle des Robin festgelegt war. Neben Aufgaben als Synchronsprecher in Zeichentrickserien wird er bis heute hauptsächlich für B-Movies und Fernsehfilme engagiert, wobei er selten eine Hauptrolle spielte.
Ward war von 1965 bis 1967 mit Bonney Lindsey, der Tochter des Komponisten Mort Lindsey, verheiratet und hat mit ihr eine gemeinsame Tochter. Anschließend war er von 1967 bis 1968 mit Kathy Kersh verheiratet. 1985 ehelichte Ward das Model Mariana Torchia. Seit 1989 ist die Tierschützerin Tracy Posner seine Ehefrau. Das Paar hat eine gemeinsame Tochter, die 1991 geboren wurde. 1995 veröffentlichte er seine Autobiografie Boy Wonder: My Life in Tights.

## Filmografie (Auswahl)

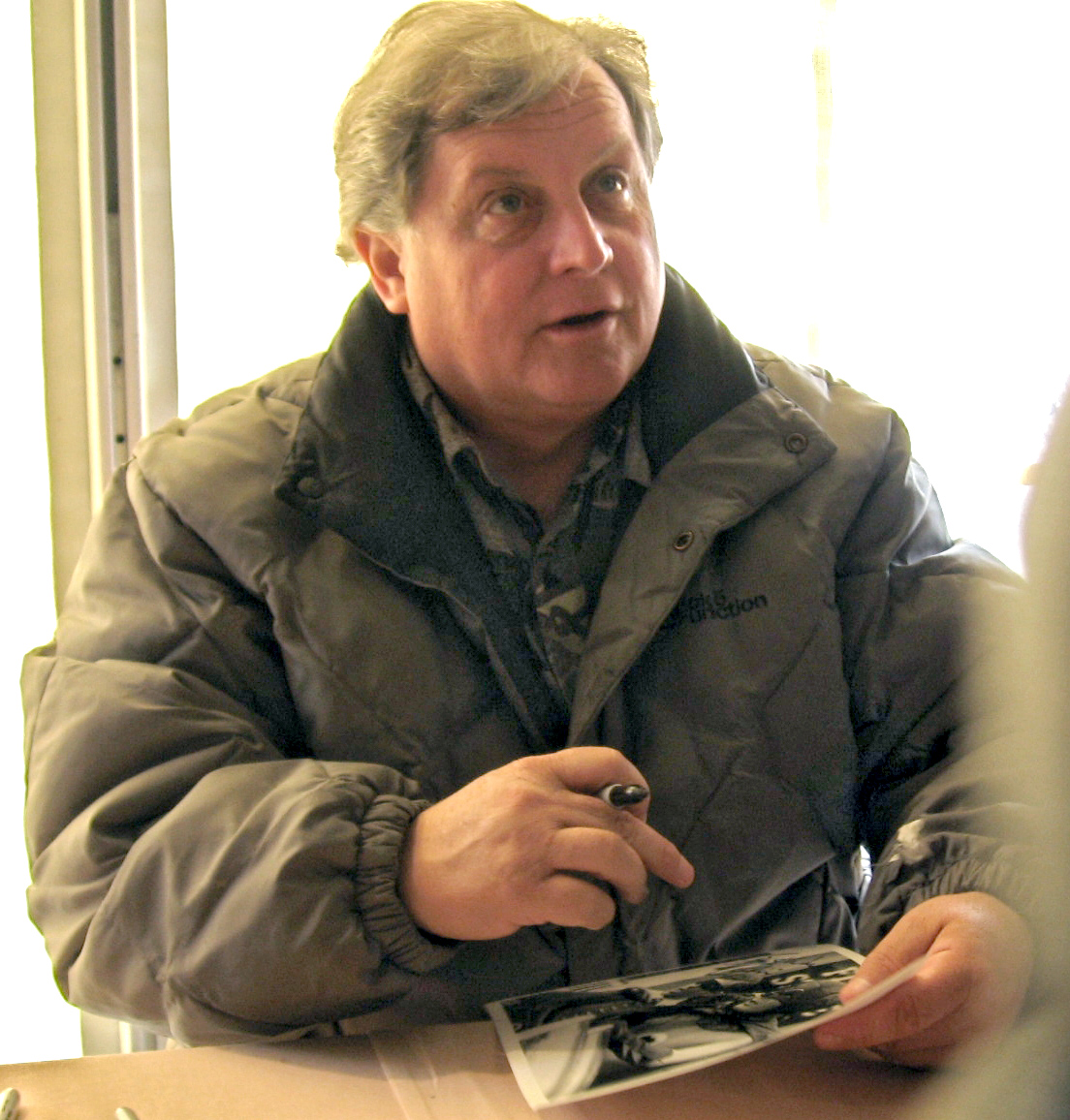
Burt Ward während einer Autogrammstunde 2005

- 1966: Batman hält die Welt in Atem (Batman)
- 1966–1968: Batman (Fernsehserie, 120 Folgen)
- 1970: Scream, Evelyn, Scream!
- 1977: Ein Fall für Batman (The New Adventures of Batman, Zeichentrickserie, 17 Folge, Stimme von Robin)
- 1979: Legends of the Superheroes (Fernsehserie, 2 Folgen)
- 1985: Fire in the Night
- 1987: Nachtakademie (The Underachievers)
- 1989: Horde des Schreckens (Kill Crazy)
- 1989: Robot Ninja
- 1990: Thunder Tronic (Cyber-C.H.I.C.)
- 1990: Ich lüge nie … (Smoothtalker)
- 1991: Virgin High
- 1992: The Player (Cameo-Auftritt)
- 1992: Allein unter Nonnen (Hot Under the Collar)
- 1993: Beach Babes from Beyond
- 1995: Assault of the Party Nerds 2: The Heavy Petting Detective
- 1999: Clueless – Die Chaos-Clique (Clueless, Fernsehserie, Folge 3x11)
- 2002: Die Simpsons (The Simpsons, Zeichentrickserie, Folge 14x04 Marge – oben ohne, Stimme)
- 2003: Auf den Spuren von Batman (Return to the Batcave: The Misadventures of Adam and Burt, Fernsehfilm)
- 2010: SpongeBob Schwammkopf (SpongeBob SquarePants, Zeichentrickserie, Folge 7x09, Stimme)
- 2013: Futurama (Zeichentrickserie, Folge 10x09 Der Robo, der Riese, die Krake und ihr Liebhaber)
- 2016: Batman: Return of the Caped Crusaders (Stimme von Dick Grayson)
- 2017: Batman vs. Two-Face (Stimme von Robin)
- 2018: Reverse Heaven
- 2019: Supergirl (Fernsehserie, Folge 5x09 Crisis on Infinite Earths: Part One)